# Pterodactylus antiquus
Pterodactylus (/ˌtɛrəˈdækt[invalid input: 'ɨ']ləs/ TERR-ə-DAK-til-əs, từ tiếng Hy Lạp πτεροδάκτυλος, pterodaktulos, có nghĩa là "ngón tay có cánh") là một chi thằn lằn có cánh. Pterodactylus hiện chỉ gồm một loài duy nhất, Pterodactylus antiquus, đây là loài đầu tiên được đặt tên và được xác định như một loài bò sát bay.
Hóa thạch của chúng được tìm thấy chủ yếu trong đá vôi Solnhofen Bavaria, Đức, vào thời kỳ cuối kỷ Jura (đầu Tithonia), khoảng 150,8-148,5 triệu năm trước, mặc dù vẫn còn những hóa thạch nhỏ đã được xác định từ những nơi khác ở châu Âu và ở Châu Phi. Đây là một động vật ăn thịt và có thể ăn thịt cả cá lẫn động vật nhỏ khác. Giống như tất cả các thằn lằn bay, cánh của Pterodactylus được hình thành bởi một màng da và màng tế bào cơ kéo dài từ ngón tay thứ tư kéo dài đến chân sau.
Tên gọi của chi này xuất phát từ tiếng Hy Lạp pteron (πτερόν, có nghĩa là 'cánh') và daktylos (δάκτυλος, có nghĩa là 'ngón tay').